# Mohammed Yusuf Khatri
Mohammed Yusuf Khatri est un maître artisan indien né le 1er janvier 1967 à Bagh, dans la région de Madhya Pradesh, en Inde.
Il a appris le métier traditionnel des impressions de Bagh de Madhya Pradesh à un jeune âge avec son père Ismail Khatri et sa mère Jetun bee. Sa famille travaille dans le commerce de l'impression traditionnelle alizarin de Bagh depuis le VIIe siècle,.

## Biographie et œuvre
Auparavant, Mohammed Yusuf Khatri et sa famille préfabriquaient différentes robes traditionnelles pour des personnes appartenant à différentes castes vivant dans la zone tribale de Bagh, dans le district de Dhar, dans le Madhya Pradesh. Les gens de castes et de familles différentes avaient des robes différentes comme Maroo, Jat, Meghwal, Mahajan, Bhil, la société Bhilala,,,.
Après 1990, Mohammed Yusuf Khatri expérimente sur les vêtements pour le marché urbain. Il fait l'impression au bloc de bois à la main pour concevoir tout d'abord des vêtements culturels. Il expérimente par la suite l'intégration de la modernité dans les blocs et les couleurs de bois, qui lui octroient une renommée nationale et internationale. Il fait montre d'imagination en réalisant des travaux d'artisanat sur des nattes de bambou, du cuir, du jute, etc. ; il est le premier et le seul à avoir expérimenté une impression sur des nattes de bambou, ce qui peut être considéré comme révolutionnaire dans ce domaine en Inde,,,.

## Tableau imprimé de Bagh lors du défilé du jour de la République
Un tableau utilisant les impressions de Bagh a été présenté lors du Défilé du Jour de la République à New Delhi du 26 janvier 2011 : Shal Bhanjika, l'astre céleste du XIe siècle fixé sur le tableau, était revêtu de ce tissu imprimé. Ce tableau complet réalisé par Khatri était basé sur une démonstration en direct d’impressions de Bagh, devant l'ancienne présidente d'honneur de l'Inde, Pratibha Devisingh Patil, le vice-président, Hamid Ansari, et le premier ministre, Manmohan Singh, qui a particulièrement apprécié.

## Prix et reconnaissance

### National
- National Award 2003 (artisanat) par le ministère du textile du gouvernement de l'Inde[9]
- National Award 2003 (tissage à la main) par le ministère du textile du gouvernement de l'Inde[10]

### International
- Seal of Excellence for Handicrafts (en) par l'UNESCO 2007[11]
- Award of excellence for handicraft par l'UNESCO 2014[12]